# (215886) Barryarnold
(215886) Barryarnold est un astéroïde de la ceinture principale.

## Description
(215886) Barryarnold est un astéroïde de la ceinture principale. Il fut découvert le 16 mars 2005 à l'observatoire de Saint-Sulpice par Bernard Christophe. Il présente une orbite caractérisée par un demi-grand axe de 2,40 UA, une excentricité de 0,09 et une inclinaison de 3,0° par rapport à l'écliptique.

## Compléments